# NGC 1963
NGC 1963 ist ein offener Sternhaufen im Sternbild Columba. Er wurde am 24. Dezember 1835 vom Astronomen John Herschel entdeckt.